# معركة المرقب
معركة المرقب هي إحدى المعارك الكبرى التي خاضها المجاهدون الليبيون ضد الاحتلال الإيطالي، وقد وقعت في منطقة المرقب الواقعة على بُعد ستة كيلومترات غرب مدينة الخمس في ولاية طرابلس، يوم 23 أكتوبر 1911. شارك في المعركة مجاهدون ليبيون، إلى جانب نحو 35 من العسكريين العثمانيين بقيادة خليل بك. وتُعد المعركة من أبرز المواجهات التي أظهرت المقاومة الشعبية الليبية ضد القوات الإيطالية.

## خلفية
شهدت مدينة الخمس قصفًا عنيفًا من السفن البحرية الإيطالية منذ 17 أكتوبر 1911، حين أمهلت القوات الإيطالية الحامية العثمانية للاستسلام، وبعد رفضها بدأ القصف من السفينة فاريسي واستمر عدة أيام بسبب سوء الأحوال الجوية التي منعت الإنزال المباشر.

## أحداث المعركة
في 21 أكتوبر، تمكنت القوات الإيطالية من النزول إلى البر بعد قصف متقطع استمر لأيام. خرجت الحامية العثمانية من المدينة وتمركزت في المرقب، فيما بدأت القوات الإيطالية التخطيط لاحتلال الموقع الاستراتيجي في 23 أكتوبر.
انتشرت قوات المجاهدين في هضبة المرقب والوديان المجاورة، ووجّهت نداءات للمجاهدين من المناطق المجاورة مثل مسلاتة، زليتن، مصراتة، القره بوللي، ترهونة، وبني وليد للمشاركة في القتال.
قُدرت أعداد المجاهدين بـ 4000، بأسلحة فردية قديمة مثل "موز"، "بودزة"، و"بوصوانة"، بينما كانت القوات الإيطالية مجهزة بالمدفعية والبحرية، واستخدمت السفينة ماركوبولو في القصف لدعم قواتها في احتلال الهضبة.
رغم تمكن الإيطاليين من احتلال الموقع مؤقتًا، شن المجاهدون هجومًا مضادًا في مساء اليوم نفسه، وتمكنوا من طرد القوات الإيطالية التي انسحبت إلى مدينة الخمس. حاول القائد الإيطالي طلب دعم من طرابلس، لكن تصادف ذلك مع وقوع معركة الهاني، فلم تصله النجدة.
استعاد المجاهدون السيطرة على الموقع، وحوّلوه إلى نقطة انطلاق للهجوم على القوات الإيطالية المتمركزة في الخمس. وقد أسفر الاشتباك عن استشهاد 7 مجاهدين وجرح 5 آخرين، بينما لم تتطرق المصادر الإيطالية والتركية إلى خسائر قواتهم بالتفصيل.